# 硬毛小升麻
硬毛小升麻（学名：Cimicifuga acerina f. hispidula）为毛茛科升麻属小升麻下的一个变型。

## 扩展阅读
- 維基物種上的相關：硬毛小升麻